# Hope Point (Bertha Island)
Der Hope Point (englisch für Hoffnungsspitze oder Spitze der Hoffnung) ist eine Landspitze, die das westliche Ende von Bertha Island im William-Scoresby-Archipel vor der Mawson-Küste des ostantarktischen Mac-Robertson-Lands bildet. 
Die Benennung der Landspitze geht offenbar auf Wissenschaftler der britischen Discovery Investigations zurück, die im Februar 1936 mit der RRS William Scoresby auf Bertha Island anlandeten und diese kartierten. Der weitere Benennungshintergrund ist nicht überliefert.